# Brikettfabrik

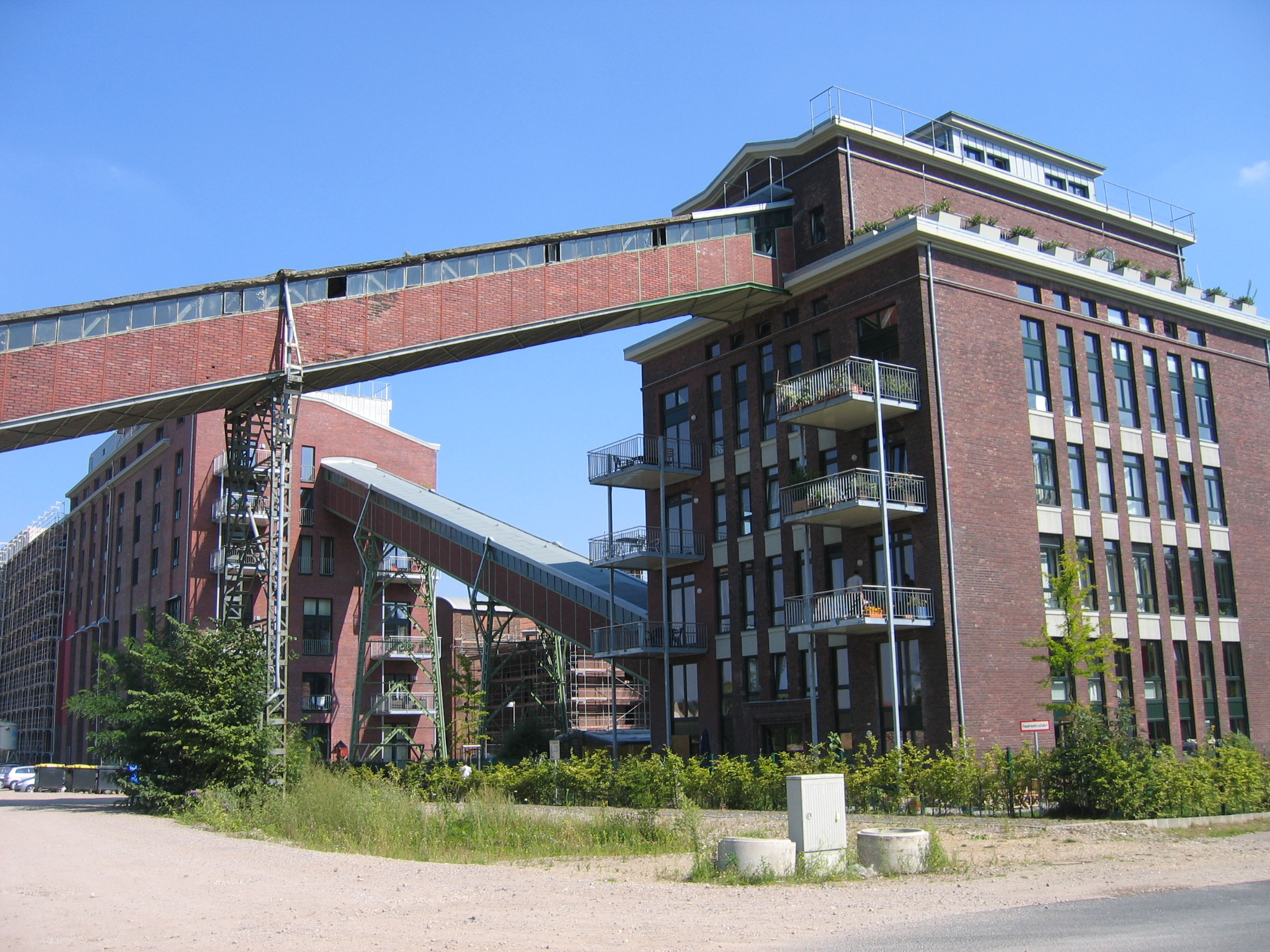
Die ehemalige Brikettfabrik Grube Carl in Frechen

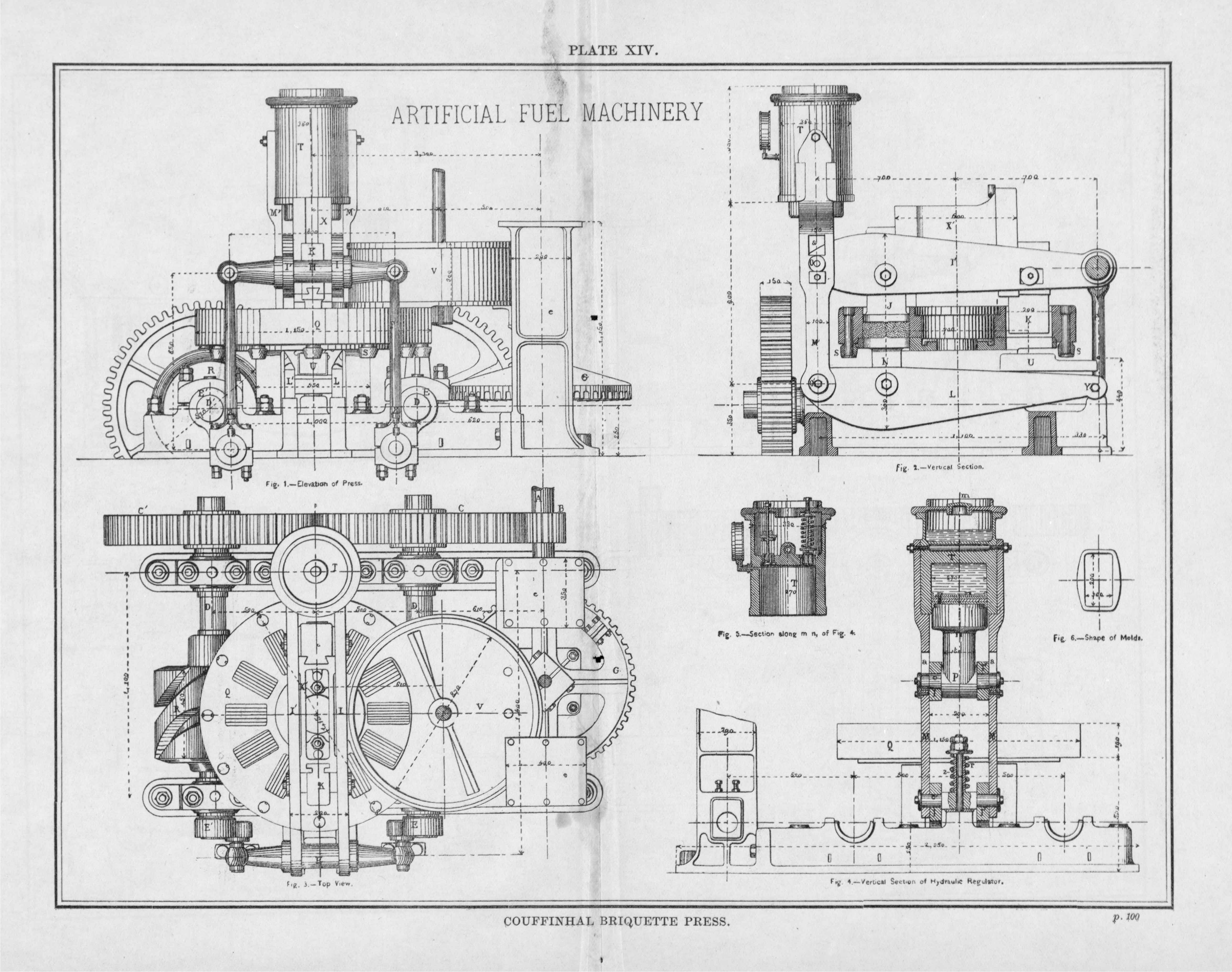
Schematischer Aufbau einer Brikettpresse

Eine Brikettfabrik ist eine mechanische Anlage zur Veredelung von Kohle.
Die Herstellung von Briketts kann aus gesiebtem Braunkohlen- oder Steinkohlenstaub erfolgen. Steinkohlebriketts werden durch Pressen oder Formen hergestellt, wobei Steinkohlenteerpech als Bindemittel verwendet wird. Braunkohlenbriketts werden ohne Bindemittel unter hohem Druck gepresst.
Während Ende des 19. Jahrhunderts Brikettfabriken sehr häufig auf den Betriebsgeländen von Bergwerken errichtet wurden, gibt es in Deutschland mit der zu LEAG gehörenden Brikettfabrik Schwarze Pumpe nur noch eine aktive Brikettfabrik.
Als museale Anlagen und industriehistorische Denkmäler sind folgende Anlagen erhalten:
- Brikettfabrik Louise, Domsdorf
- Brikettfabrik Herrmannschacht, Zeitz
- Brikettfabrik Knappenrode, Hoyerswerda
- Brikettfabrik Grube Carl, in Frechen-Benzelrath bei Köln.

Von den vielen Brikettfabriken im Ruhrgebiet ist keine Anlage erhalten. Die Brikettfabrik der ehemaligen Zeche Sophia-Jacoba, „SJ Brikett- und Extrazitfabriken GmbH“ war die letzte produzierende Steinkohlen-Brikettfabrik Deutschlands. Die Anlage wurde Anfang 2009 abgerissen.